# Politico (dialogo)
Il Politico (Πολιτικός) è un dialogo scritto da Platone in seguito al suo secondo viaggio in Sicilia (366-365 a.C.) e dedicato, come si evince dal titolo, a temi politici.
Come è noto, la politica costituisce uno dei principali interessi di Platone, il quale, stando alla Lettera VII, avrebbe in gioventù deciso di dedicarsi alla filosofia proprio con l'intento di istituire una società armonica, ordinata e orientata al bene. A questo scopo, nella Repubblica egli tratteggia la fisionomia della città ideale, organizzata in tre classi su imitazione dell'anima umana e governata da un gruppo di sovrani filosofi. È probabile che già nelle intenzioni di Platone l'utopia della Repubblica dovesse rimanere inattuata, avendo la funzione di modello per chi, educato alla filosofia, avesse voluto e potuto risanare una città malata.
Dopo questa grande opera, Platone torna sullo stesso tema nel Politico e nelle Leggi, nei quali sviluppa ulteriormente il proprio pensiero, cercando di trovare un giusto mezzo tra l'eccellenza del modello da lui proposto e l'effettiva applicabilità delle sue teorie nella realtà. In particolare, nel Politico Platone ricerca la definizione di «politico» mostrando come questi si distingue dal «sofista» per identificarsi tout court con il «filosofo», l'unico in grado di governare rettamente una polis.
Ciò inoltre spiega la mancanza nel corpus platonico di un dialogo intitolato Filosofo, in cui presumibilmente si sarebbe dovuta ricercare la definizione di «filosofo», così come veniva richiesto da Socrate all'inizio del Sofista. È infatti probabile che Platone non abbia sentito la necessità di scrivere un dialogo con questo intento, dal momento che l'indagine su sofista e politico risulta esaustiva nel delineare le caratteristiche del filosofo.

## Contenuto dell'opera
Il Politico, insieme ai dialoghi Teeteto e Sofista, costituisce una trilogia, l'unica riconoscibile nel corpus platonico. Al termine del Teeteto (210d), Socrate rimanda la continuazione della discussione alla mattina successiva, dandosi appuntamento con Teodoro nello stesso posto; il rinvio è al Sofista, che infatti vede gli stessi personaggi, a cui si aggiunge lo Straniero di Elea, discutere sugli argomenti concordati; a questi due dialoghi si aggiunge infine il Politico, in cui si continua ancora la stessa discussione, e che vede lo Straniero discutere con il giovane Socrate di argomenti politici (257a). Ad essi funge idealmente da preambolo il Parmenide: sia nel Teeteto (183e-184a) che nel Sofista (217c) viene ricordato l'incontro avvenuto parecchi anni prima tra Socrate e l'ormai anziano Eleate.
All'inizio del Politico lo Straniero di Elea ha appena terminato di discutere con Teeteto: giunti alla definizione di «sofista» restano da ricercare quelle di «politico» e «filosofo». Teeteto, tuttavia, è ancora troppo giovane e la stanchezza gli impedisce di proseguire con una nuova indagine, ragion per cui passa il testimone all'amico e coetaneo Socrate, omonimo del filosofo lì presente. Lo Straniero e Socrate il Giovane iniziano così a indagare la figura del «politico», partendo dalla definizione tradizionale secondo cui questi è un pastore di uomini. Ciò non soddisfa però lo Straniero, il quale, dopo una digressione sul mito di Crono, torna sull'argomento e propone una nuova definizione in grado di distinguere la politica dalle altre arti a essa correlate, basandosi sull'analogia con la tessitura. Infine, lo Straniero analizza i diversi tipi di governo, classificandoli dal migliore al peggiore, e fa alcune considerazioni sulle leggi e il ruolo della politica.

## Il politico come «pastore di uomini»
Come già il Sofista, anche il Politico è dedicato a ricercare una definizione, quella appunto di «politico», attraverso il metodo diairetico. Lo Straniero, aiutato dal giovane Socrate, parte dalla considerazione che il politico, l'«uomo regale», non è tanto diverso da un padrone di casa: entrambi infatti gestiscono qualcosa che è a loro sottoposto, sia essa una città o una grande famiglia. Bisogna però specificare meglio chi sia il politico e in cosa consista la sua arte; a questo scopo si ricorre alla diairesi, distinguendo inizialmente la scienza conoscitiva (di cui l'arte regale è una parte) dalle scienze pratiche, e in seguito dividendo di volta in volta in due l'oggetto di ricerca. Attraverso questo metodo si percorre il seguente cammino d'indagine:
(Politico 267a-c; trad.: E. Pegone)
In questo modo, lo Straniero e il giovane Socrate giungono alla tradizionale definizione di "politico" come pastore di uomini. Tuttavia, come fa notare lo Straniero, una simile definizione non è affatto soddisfacente, poiché si adatta non solo al politico, ma anche al medico o al maestro di ginnastica: se allevatore è chi si prende cura del gregge, e se il politico è allevatore di uomini, chi può negare che questo titolo si adatti anche al medico e al maestro di ginnastica, i quali procurano il bene agli uomini? (267e-268a)

## Il mito di Crono
Lo Straniero e Socrate il Giovane si rendono conto che il risultato della loro indagine è ambiguo, segno che il metodo diairetico è stato applicato in modo poco rigoroso. Occorre dunque, affinché il ragionamento non venga screditato, vagliare nuove strade e cercare una definizione che sia univoca (268c).
A questo punto, per studiare meglio l'argomento, lo Straniero decide di rivolgersi al mito, in particolare a quello dell'età di Crono (268d-274e). Narra lo Straniero che, mentre al tempo attuale la Terra e gli altri corpi celesti si muovono del moto che conosciamo, in passato, quando era Crono a governare, il mondo si muoveva in senso opposto. Questo movimento contrario aveva degli effetti notevoli sulla Terra e sui suoi abitanti: lo stesso ciclo della nascita e della morte era invertito rispetto all'attuale, e così gli uomini, invece di nascere da una madre, nascevano dal terreno già vecchi, e ringiovanivano con il passare del tempo, godendo senza sforzi dei frutti che la terra offriva loro spontaneamente. Tuttavia, anche quest'età dell'oro volse al termine, e, giunto il momento, Crono, da timoniere dell'universo, bloccò il moto del mondo, rovesciandone il senso di rotazione e causando enormi stragi, dando così inizio alla fase attuale. La vita nel nuovo ciclo è però ben diversa da quella del ciclo precedente, poiché piagata da una progressiva degenerazione che porta il mondo verso il caos. In questa nuova condizione gli uomini, privati della guida del dio, si trovarono inizialmente in difficoltà, e solo grazie ai doni degli dèi (in particolare, il riferimento qui è a Prometeo) poterono salvaguardare la propria esistenza e continuare a vivere.
L'utilità di questo mito, afferma lo Straniero, è di mostrare come l'analogia con il pastore si adatta bene al regno di Crono (il quale, come un timoniere su una nave, manteneva l'ordine nell'universo), ma perde di efficacia se calata nella realtà attuale, caratterizzata dal caos. In questo consiste l'errore di poco prima: nel cercare una definizione per il politico, ci si è rivolti a un modello troppo elevato, divino, e quindi irraggiungibile in una comunità di esseri umani (274e-275a). Non resta dunque che continuare l'indagine.

## L'arte regia e le arti affini
Il ricorso al mito di Crono ha mostrato i limiti dell'analisi svolta fino a quel punto dallo Straniero di Elea e da Socrate il Giovane: il modello proposto dal governo di una divinità ha portato l'indagine troppo lontano, e il discorso fino allora compiuto, afferma lo Straniero, è simile a un dipinto di cui si sono delineati i contorni, ma di cui non è ancora stata colorata la parte centrale (277c). Per togliersi d'impiccio è dunque necessario riprendere l'analisi, e separare l'arte regia da tutte le altre arti che le sono affini e che con essa condividono la medesima definizione.
Lo Straniero propone un'analogia con l'arte del tessere: come la tessitura (cioè l'arte di intrecciare la trama e l'ordito) è ben diversa dalle arti a essa connaturate (come ad esempio l'arte della cardatura, della filatura, della cucitura), così l'arte regia, ovvero la politica, deve essere distinta da tutte quelle arti che le sono affini. Da un lato vi sono arti che sono cause di qualcosa, cioè realizzano una cosa come la tessitura realizza un tessuto, e dall'altro vi sono arti che sono concause, cioè producono strumenti con i quali si realizza la cosa, come la cardatura o la filatura (279b-283d). Seguendo questo schema, lo Straniero separa la politica, che è causa dello Stato, dalle altre arti a essa ausiliarie, come ad esempio l'arte della guerra (286c-291b). L'analogia con la tessitura, inoltre, pone bene in chiaro quello che per Platone deve essere lo scopo della politica: tessere caratteri e individui ricorrendo a modelli riconosciuti ben solidi, così da generare un'unità.

## I tipi di costituzione e le leggi

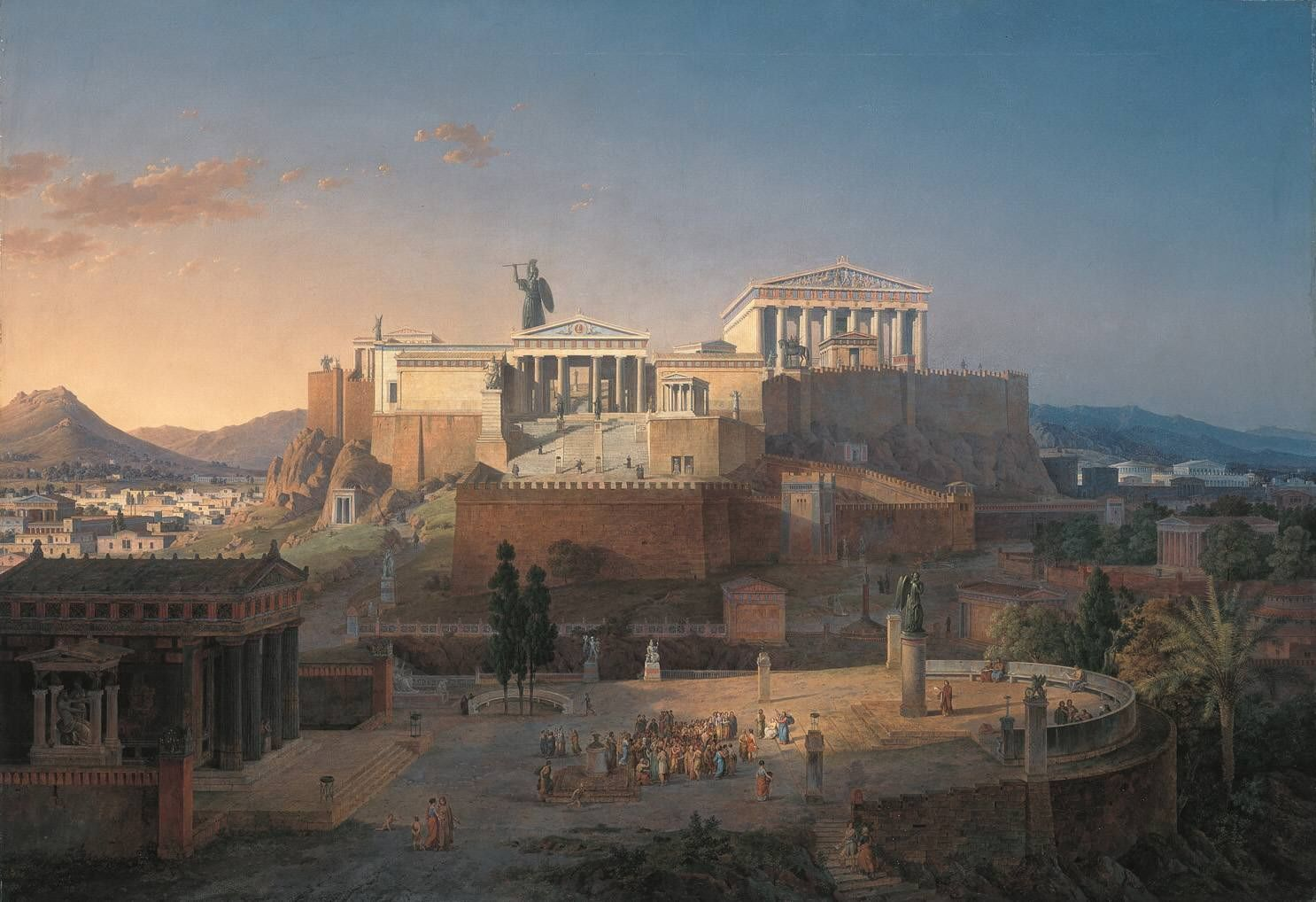
Leo von Klenze, Ricostruzione idealizzata dell'Acropoli di Atene, 1846 (Pinakothek Museum, Munich)

Giunti a questo punto, lo Straniero ha isolato l'arte regia e può dedicarsi ad analizzare i diversi tipi di governo. Questi vengono divisi in base al numero di uomini che li presiedono, se cioè vi è un solo uomo, pochi oppure una moltitudine; secondariamente, ciascuno di questi tre tipi di governo può essere o meno retto dalle leggi (292a). Si ottengono così sei tipi di governo, che vengono ordinati dal migliore al peggiore:
1. Monarchia, cioè il governo di uno solo, tra tutti il migliore se chi governa è saggio e agisce nel rispetto delle leggi
2. Aristocrazia, cioè il governo di pochi esperti
3. Democrazia retta da leggi, la forma di governo peggiore tra quelle in cui vige un codice di leggi perché sottomessa ai capricci della moltitudine
4. Democrazia non retta da leggi, la più vivibile tra le forme di governo degenerate
5. Oligarchia, cioè il governo di pochi malvagi (nella Repubblica viene chiamata timocrazia)
6. Tirannia, cioè il governo di un tiranno, il quale mira unicamente al proprio tornaconto disinteressandosi del popolo

A questi sei lo Straniero aggiunge un settimo, che consiste nel governo dei filosofi tratteggiato nella Repubblica (297c) e che viene separato da tutti gli altri (303b). Il compito del buon politico nella polis è emanare leggi giuste e imporne il rispetto, anche con la forza se necessario: come nel Gorgia e nella Repubblica, anche nel Politico chi governa una città è paragonato a un medico, il quale a volte deve ricorrere a cure dolorose pur di risanare un paziente, anche se questi è contrario. Con quale diritto, infatti, un paziente può accusare un medico di averlo curato contro la sua volontà, se dall'operato del medico egli è guarito e quindi ne ha tratto un miglioramento? Per risanare la città malata è dunque necessario far rispettare le leggi e persuadere i cittadini della loro bontà con l'arte oratoria o, in casi estremi, ricorrere alla violenza, esiliando gli oppositori politici e uccidendo i colpevoli di reati (294b-c).
Ogni techne è tale perché sa trovare in sé la propria misura, riconosce cioè la propria legge, e riesce a collaborare con le altre a lei affini riconoscendo una medesima legge (284b-c): la politica quindi, in quanto techne, dovrà articolare le varie technai a essa congeneri in modo che ognuna occupi il posto che le compete, così che esse possano muoversi all'unisono e generare quello che potrebbe definirsi un kosmos politico dove le diverse arti si riuniscono in un'unità.